# Martha Boto
Martha Boto (ur. 27 grudnia 1925 w Buenos Aires, zm. 13 października 2004 w Paryżu) – argentyńska rzeźbiarka, pionierka sztuki kinetycznej. Była współzałożycielką Agrupación de Artistas no Figurativos (tłum. Grupa Artystów Nie-Figuratywnych).

## Życiorys

### Wczesne lata
Pochodziła z rodziny o hiszpańskich korzeniach, od dziecka rysowała i malowała. W wieku 20 lat rozpoczęła studia na Akademii Sztuk Pięknych w Buenos Aires (hiszp. Escuela Superior de Bellas Artes de la Nación Ernesto de la Cárcova), gdzie uczyła się rysunku i malarstwa. Akademię ukończyła z wyróżnieniem w 1950 roku. Od końca lat 40. do początku lat 50. XX w. związana była z nowo powstającymi ruchami zrzeszającymi twórców i zwolenników sztuki abstrakcyjnej w Buenos Aires.

### Kariera
Początkowo poświęciła się malarstwu i tworzyła głównie geometryczne abstrakcje. W latach 50. zaczęła rozważać koncepcje sztuki przestrzennej, dzięki czemu powstały jej pierwsze rzeźby, które składały się z szyb pleksi i kolorowej wody. W tym okresie wystawiała swoje prace w kilku galeriach sztuki w Buenos Aires, w tym w galerii Van Riel i galerii Galatea y H.
W 1956 roku dołączyła do grupy artystów wyznających zasady sztuki konkretnej „Arte Nuevo”. Była jedną z pierwszych argentyńskich artystek, która używała ruchu jako elementu składowego swoich rzeźb.
W 1957 roku założyła Agrupación de Artistas no Figurativos wraz ze swoim mężem i współpracownikiem Gregorio Vardanegą.
W 1959 roku Boto i Vardanega przeprowadzili się do Paryża, gdzie mieszkała do końca życia w 2004 roku. W 1960 roku Boto wzięła udział w I Biennale w Paryżu, gdzie rozpoczęła się jej kariera artystki kinetycznej. Jej prace koncentrowały się na koncepcjach związanych z ruchem, światłem i kolorem.
W tym czasie rozwinęła swoją działalność artystyczną, wykorzystując w swojej rzeźbiarskiej praktyce nowe elementy, takie jak silniki samochodowe czy kolorowe światła. Rzeczą szczególnie dla niej interesującą była zdolność poszczególnych obiektów do absorbowania i odbijania światła. W tym celu zaczęła eksperymentować z różnymi materiałami przemysłowymi, w tym z aluminium i stalą nierdzewną. Jej badania skoncentrowane były „na zasadzie powtarzania w świecie refleksji”. Boto poszukiwała sztuki zdolnej wzbudzić emocje, takie jak radość czy napięcie, sztuki, która mogłaby stać się lekarstwem na bolączki ducha.
W 1961 roku po raz pierwszy przedstawiła swoje prace w Galerii Denise René, na wystawie zbiorowej „Art abstrait constructif international”. Krytycy sztuki opisywali jej prace jako zakorzenione w gatunku science fiction i odpowiadające pozornej magii podróży kosmicznych. Jej pierwsza indywidualna wystawa w Galerii Denise René miała miejsce w 1969 roku.
W latach 70. powróciła do malowania obrazów, na których za pomocą powtarzania określonych kolorów i form, badała granice płaszczyzny.

### Późne lata
Martha Boto była aktywna zawodowa do końca swojego życia; jeszcze na początku lat 2000. tworzyła rzeźby i obrazy. Jej prace były wystawiane na wielu prestiżowych wystawach międzynarodowych, w tym m.in. „Real/Virtual, Arte Cinético Argentino de los Años Sesenta” w Państwowym Muzeum Sztuk Pięknych w Buenos Aires w Argentynie, „Lo[s] Cinetico[s]” w Muzeum Królowej Zofii w Madrycie w Hiszpanii oraz „Atlasie nowoczesności” w Muzeum Sztuki w Łodzi.
Artystka zmarła w Paryżu w 2004 roku w wieku 79 lat.

## Dzieła
- Optical Structure, 1962, plexiglass, 90 × 45 × 45 cm
- Contraction and expansion of lines. 1964, moving-light machine
- Permanent vibrations, 1965, moving-light electric machine, 90 × 90 × 60 cm
- Luminous intersections, 1965, moving-light electric machine, 60 × 60 × 45 cm
- Microlux (box). 1965, moving-light machine, 65 × 65 × 30 cm, kolekcja MNBA, Buenos Aires
- Plus Helicoidal (box), 1967. kolekcja MNBA, Buenos Aires
- Chromo- optique (multiple box), 1968. kolekcja Jozami
- Déplacement optique C (multiple box, 19, 200), 1969. kolekcja Jozami
- Mouvements chromocinétiques, 1971. kolekcja MNBA, Buenos Aires

## Wystawy

### Własne
- 1952 – Van Riel Gallery, Buenos Aires, Argentyna
- 1953 – Van Riel Gallery, Buenos Aires, Argentyna
- 1954 – Krayd Gallery, Buenos Aires, Argentyna
- 1955 – Krayd Gallery, Buenos Aires, Argentyna
- 1956 – Galatea Gallery, Buenos Aires, Argentyna
- 1957 – Estímulo de Bellas Artes, Buenos Aires, Argentyna
- 1958 – H. Gallery, Buenos Aires, Argentyna
- 1961 – Denise René Gallery. Art abstrait constructif international, Paryż, Francja
- 1964 – Maison des Beaux-Arts, C.R.O.U.S., Paryż, Francja
- 1969 – Denise René Gallery, Paryż, Francja
- 1976 – Centre d’Action Culturelle Les Gémeaux, Paryż, Francja
- 1993 – Espace Bateau Lavoir, Paryż, Francja
- 1996 – Galerie Argentine, Paryż, Francja
- 1997 – Saint-Lambert Post Office, Paryż, Francja
- 1998 – The Eye's Pop: Op Art, Albright-Knox Art Gallery, Buffalo, Stany Zjednoczone
- 2003 – Geometrías Heterodoxas, Museum of Modern Art of the City of Buenos Aires, Buenos Aires, Argentyna
- 2004 – Moving Parts: Forms of the Kinetic, Museum Tinguely, Basel, Szwajcaria; Kunsthaus, Gras, Austria
- 2006 – Contact Le cyber Cosmos de Boto et Vardanega, Sicardi Gallery

### Zbiorowe
- 1962 – 30 Argentines of the New Generation, Creuze Gallery, Paryż
- 1962 – Art latino américain à Paris: Martha Boto, Jorge Camacho, Simona Ertan, Joaquin Ferrer, Eduardo Jonquieres, Wifredo Lam, Roberto Matta, Jesus Rafael Soto, Hervé Télémaque..., Musée d’art moderne de la ville de Paris
- 1963 – Denise René Gallery, Düsseldorf
- 1964 – New tendencies, Museo de Artes Decorativas, Paryż
- 1964/65  Movement II, Denise René Gallery, Paryż
- 1964/65 – Albright-Knox Museum, Buffalo, Stany Zjednoczone
- 1964/65 – Light-Movement and Optics, Palace of Fine Arts, Bruksela
- 1964/65 – New tendencies III, Zagreb Museum
- 1964/65 – Movement, Stockholm Museum, Szwecja
- 1964/65 – Kunsthalle, Museum of Bern, Szwajcaria
- 2003 – Geometrias heterodoxas: Martha Boto, Eugenia Crenovich, Simona Ertan, Auguste Herbin, Virgilio Villalba..., Musée d’art moderne de Bucarest
- 2004 – Movable Parts: Forms of the Kinetic, Kunsthaus, Graz, Austria
- 2005 – Extreme Abstraction, Albright-Knox Art Gallery, Buffalo, Stany Zjednoczone
- 2006 – Contact le Cyber Cosmos de Boto y Verdanega, Sicardi Gallery, Houston, Stany Zjednoczone
- 2007 – Lo[s] Cinético[s], Reina Sofía National Art Center Museum. Madryt, Hiszpania
- 2007 – Op Art, Schirn Kunsthalle Frankfurt, Frankfurt, Niemcy
- 2012 – Constructed Dialogues: Concrete, Geometric and Kinetic Art from the Latin American Art Collection, Museum of Fine Arts. Houston, Stany Zjednoczone
- 2014 – Atlas nowoczesności. Kolekcja sztuki XX i XXI wieku, Muzeum Sztuki w Łodzi[6]
- 2015 – Un Tournant - A turning point: Antonio Asis, Martha Boto, Horacio García Rossi, Hugo De Marziani, Georgio Vardanega, Sicardi Gallery. Houston, Stany Zjednoczone